# Rowan (Iowa)
Rowan es una ciudad ubicada en el condado de Wright en el estado estadounidense de Iowa. En el Censo de 2010 tenía una población de 158 habitantes y una densidad poblacional de 124,75 personas por km².

## Geografía
Rowan se encuentra ubicada en las coordenadas 42°44′21″N 93°33′2″O / 42.73917, -93.55056. Según la Oficina del Censo de los Estados Unidos, Rowan tiene una superficie total de 1.27 km², de la cual 1.27 km² corresponden a tierra firme y (0%) 0 km² es agua.

## Demografía
Según el censo de 2010, había 158 personas residiendo en Rowan. La densidad de población era de 124,75 hab./km². De los 158 habitantes, Rowan estaba compuesto por el 100% blancos, el 0% eran afroamericanos, el 0% eran amerindios, el 0% eran asiáticos, el 0% eran isleños del Pacífico, el 0% eran de otras razas y el 0% pertenecían a dos o más razas. Del total de la población el 9.49% eran hispanos o latinos de cualquier raza.